# Цистеїн
Цистеї́н — одна з амінокислот, L-ізомер якої входить до складу білків. Надзвичайно важливий для формування третинної структури білків завдяки здатності утворювати дисульфідні містки й фіксувати наближеними у просторі ділянки протеїну віддалені по послідовності. Цистеїн — аліфатична амінокислота, яка містить SH-групу. Позначення: Cys, C. Кодони: UGU, UGC.

## Виявлення
Нагрівання цистеїну або білку із діацетатом свинцю {\displaystyle \mathrm {(CH_{3}COO)_{2}Pb} } у лужному середовищі супроводжується утворенням чорного осаду сульфіду свинцю {\displaystyle \mathrm {PbS} .} Таку саму реакцію дає метіонін. Метіонін більш стійкий і при слабкому лужному гідролізі не руйнується.
При взаємодії цистеїну із лугом утворюється діаніон, у якому є три нуклеофільних центри: {\displaystyle \mathrm {-S^{-},\,-NH_{2},\,-COO^{-}} .} Те саме відбувається із серином, однак у цьому випадку у діаніоні наявні інші нуклеофільні центри: {\displaystyle \mathrm {-O^{-},\,-NH_{2},\,-COO^{-}} .} Нуклеофіли тіолят-аніон (цистеїн) та фенолят-аніон (серин) реагують із молекулою диметилсульфату. 
Якщо розчин білку прокип'ятити із лугом та після охолодження додати свіжоприготовлений розчин нітропрусиду натрію ({\displaystyle \mathrm {NaFe^{3+}(CN)_{5}^{-}NO} }), рідина забарвлюється у червоний колір.  

## Дерацемація (R,S)-цистеїну
Дерацемація може бути здійсненою за наступною схемою. Спочатку (R,S)-цистеїн (1) дією ацетону у оцтовій кислоті перетворюють у 2,2-диметилазолідин-4-карбонову кислоту (2), які потім нагрівають із (R,R)-винною кислотою у присутності саліцилового альдегіду. При цьому з розчину кристалізується сіль, гідроліз якої приводить до (S)-цистеїну. 